# Servicio de música en línea
Un servicio de distribución o venta de música en línea es aquel que nos permite adquirir productos musicales remotamente, mediante el acceso a internet. Es la evolución natural de las clásicas tiendas de discos ante una gran demanda de usuarios interesados.

## Estructura del servicio
La estructura básica de un servicio de este tipo consiste en una base de datos, un gestor de indexación, un portal de acceso para los usuarios y un sistema de validación para la descarga.
- Base de datos: se trata de una base de datos donde se encuentra todo el contenido multimedia que se ofrece.
- Gestor de indexación: es un subsistema de la base de datos que permite indexar los contenidos, es útil para buscar un contenido concreto.
- Portal de acceso: es el visualizador de los contenidos de cara al usuario donde este podrá buscar el contenido que desee adquirir.
- Validación: por último, en la mayoría de los casos, se requiere de un sistema de validación que certifique si el usuario puede o no adquirir el contenido que ha solicitado según la política del tipo de servicio.

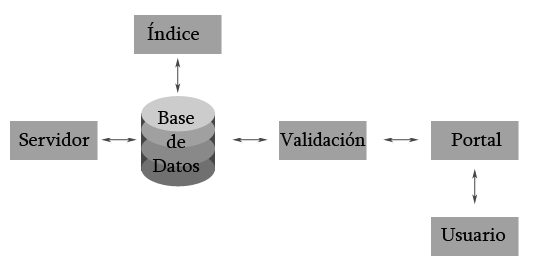
Diagrama de bloques de la estructura.

## Filosofía comercial
Son diversas las filosofías comerciales con las que se puede implementar un servicio de música en línea:
- Pre-pago: estructura más clásica mediante la cual el usuario tiene que abonar una cantidad antes de recibir el servicio, ya sea mediante una cuota fija o bien pagando un precio determinado por descarga.
- Muestra gratuita: se trata de un servicio que permite tener al alcance, sin ningún coste, una parte del producto musical que se quiere adquirir. Así el usuario puede valorar el producto antes de adquirirlo.
- Servicio de música libre: en este caso, se trataría de un servicio gratuito para el usuario dónde el servidor pone al abasto música libre de derechos comerciales, como es el caso de la música con licencias de distribución libre como Creative Commons.

## Ejemplos de servicios de música en línea
Actualmente abundan los servicios de este tipo que podemos encontrar en activo:
- iTunes Store: Servicio propietario de la empresa Apple. Totalmente integrado en el software reproductor iTunes y compatible con el reproductor portátil iPod (todo productos de Apple). La reproducción y la copia a otros dispositivos está controlada con un DRM llamado FairPlay. No sólo ofrece música, sino que también cuenta con servicios de vídeo, podcasts, juegos...

- FreeNapster: Servicio que proviene de la antigua red NapsterP2P y cuenta con un catálogo de 3 millones de canciones. A los usuarios no registrados les permite escuchar (mediante streaming) hasta tres veces cada canción de forma gratuita. Para usuarios registrados permite descargas de música al PC y transferir canciones a reproductores portátiles.

- Wal-Mart Music Store: Servicio de música en línea de la gran compañía de Estados Unidos Wal-Mart. Ofrece compra directa, mediante pre-pago, desde el portal web de la compañía. Permite descargas en formatos mp3 y wma. Una canción descargada permite ser copiada a dos ordenadores adicionales, grabada en diez CD y hacer transferencias ilimitadas a reproductores portátiles.

| Nombre del servicio  | Filosofía comercial         | Coste por canción           | Portal de acceso | Sistema de validamiento | Codificación de audio |
| iTunes Store         | pre-pago                    | 0.99 $                      | Software iTunes  | DRM FairPlay            | AAC                   |
| Wal-Mart Music Store | muestra gratuita            | 0.88 $ (WMA) – 0.94 $ (MP3) | Via web          | DRM propio              | MP3 y WMA             |
| Free Napster         | muestra gratuita / pre-pago | Gratis 3 veces              | Via web          | ?                       | streaming             |